# Haemaphysalis sumatraensis
Haemaphysalis sumatraensis este o specie de căpușe din genul Haemaphysalis, familia Ixodidae, descrisă de Hoogstraal, El Kammah, Kadarsan și Anastos în anul 1971. Conform Catalogue of Life specia Haemaphysalis sumatraensis nu are subspecii cunoscute.